# Leonard Lance
Leonard J. Lance (Easton, 25 giugno 1952) è un politico statunitense, membro della Camera dei Rappresentanti per lo stato del New Jersey.

## Biografia
Nato in Pennsylvania, Lance si laureò in legge e trovò lavoro come avvocato. Entrato in politica con il Partito Repubblicano, fu collaboratore di due governatori del New Jersey: Thomas Kean e Christine Todd Whitman.
Nel 1991 venne eletto all'interno della legislatura statale del New Jersey e vi rimase per diciotto anni, finché nel 2009 approdò alla Camera dei Rappresentanti. In precedenza, Lance si era già candidato alla Camera dei Rappresentanti nel 1996, ma era stato sconfitto nelle primarie da Michael James Pappas.
Ideologicamente Lance si configura come un repubblicano moderato.